# Manuel Torres López
Manuel Torres López (Granada, 7 de noviembre de 1900-Córdoba, 27 de junio de 1987) fue un político, jurista, historiador del derecho y catedrático universitario español.

## Biografía
Nacido en Granada el 7 de noviembre de 1900, se licenció en la Universidad de Granada en 1921, doctorándose en la Universidad Central. Fue lector en la Universidad de Múnich. Catedrático en la Universidad de Salamanca desde 1926, fue socio fundador de la Asociación Francisco de Vitoria, creada en 1927.
Torres López, que se encontró atrapado en Madrid cuando se produjo el golpe de Estado de julio de 1936 que dio comienzo a la guerra civil española, huyó a la zona rebelde y retornó a Salamanca con ayuda de contactos alemanes.
Durante la guerra civil llegó a estar al frente de la censura literaria del bando franquista; posteriormente fue nombrado consejero nacional de la Falange. Ejerció de alcalde de Salamanca entre 1939 y 1940. Fue uno de los juristas encargados de la elaboración del dictamen de la Comisión sobre ilegitimidad de poderes actuantes el 18 de julio de 1936.
Posteriormente ejerció de catedrático en la Universidad de Granada y en la Universidad Central de Madrid. Primer delegado de la Delegación Nacional de Propaganda (c. 1941-1943) fue miembro del Instituto de Estudios Políticos y del Consejo de la Hispanidad, amén de consejero nacional de Educación. Director general de Cinematografía y Teatro entre 1955 y 1956, abandonó la política como consecuencia de los disturbios universitarios de 1956 en la Universidad Central, en la que era decano.
Falleció en Córdoba el 27 de junio de 1987.